# La gran estrella
La gran estrella es un programa de televisión peruano de canto que se estrenó el 6 de agosto de 2022 en la cadena de América Televisión. El programa es presentado por Gisela Valcárcel.

## Formato
El programa es dirigido por la presentadora Gisela Valcárcel y producido bajo licencia por América Televisión y GV Producciones. Consiste en un concurso de canto donde, en vez de presentarse artistas famosos como lo era en El artista del año, participan personas comunes de distintos puntos de Perú.
El programa compite con la franquicia internacional realizada en el Perú, La voz.

## Elenco

### Presentadores
Gisela Valcárcel es la presentadora principal desde el estreno del programa en 2022.

## Temporadas
| Temporada | Temporada | Concursantes | Episodios | Episodios | Emisión original    | Emisión original         | Primer puesto                  | Segundo puesto        | Tercer puesto |
| Temporada | Temporada | Concursantes | Episodios | Episodios | Primera emisión     | Última emisión           | Primer puesto                  | Segundo puesto        | Tercer puesto |
| --------- | --------- | ------------ | --------- | --------- | ------------------- | ------------------------ | ------------------------------ | --------------------- | ------------- |
|           | 1         | 12           | 8         | 8         | 6 de agosto de 2022 | 24 de septiembre de 2022 | Indira Orbegozo y Karla Zapata | Julio César Norabuena | Yadira Sosa   |